# وستون (میزوری)
وستون (به انگلیسی: Weston) یک شهر در ایالات متحده آمریکا است که در شهرستان پلت، میزوری واقع شده‌است. وستون ۸٫۶۸ کیلومتر مربع مساحت و ۱٬۶۴۱ نفر جمعیت دارد و ۲۴۳ متر بالاتر از سطح دریا قرار دارد.